# Art Gallery of South Australia
La Galeria d'Art d'Austràlia del Sud (The Art Gallery of South Australia, AGSA), situat al bulevard de la cultura a l'avinguda North Terrace, a Adelaida, és el museu més antic de Austràlia del Sud. Se sap que acull la segona col·lecció d'obres d'art més gran d'Austràlia després de la de Victoria.

## Història
El museu es va fundar el 1881 i està en la seva ubicació actual des del 1900. Després de reformes i una ampliació oberta el 1996, el museu va afegir espai contemporani sense comprometre l'interior de l'època victoriana.
Es va conèixer com la National Gallery of South Australia fins al 1967, quan va adoptar el nom actual.

## Col·leccions
Amb una col·lecció de més de 45.000 obres d'art i més de 510.000 visitants l'any, el museu és famós per les seves grans col·leccions d'art australià (inclòs l'art aborigen i colonial australià), l'art europeu i asiàtic, així com per la seva capacitat d'innovar en exposicions..Situat a prop de la Biblioteca Estatal, el Museu d'Austràlia del Sud i la Universitat d'Adelaida, forma part del Boulevard of Culture.

### Alguns artistes moderns i contemporanis de les col·leccions
- James angus
- Conill Rupert
- Jan Meyer
- Keith Milow
- Gabriella Possum Nungurrayi
- Hilda Rix Nicholas
- Stanley Spencer